# 卡頓伍德鎮區 (內布拉斯加州費爾普斯縣)
卡頓伍德鎮區（英語：Cottonwood Township）是位於美國內布拉斯加州費爾普斯縣的一個行政鎮區。

## 地方資料
卡頓伍德鎮區的面積為97.19平方千米，當中陸地面積為97.05平方千米，而水域面積為0.14平方千米。根據2020年美國人口普查的數據，當地共有人口96人，而人口密度為每平方千米0.99人。